# Otto Fräßdorf
Otto Fräßdorf (né à Magdebourg, le 5 février 1941) est un footballeur est-allemand qui évoluait au poste de défenseur. 
Il remporte la médaille de bronze aux Jeux olympiques de 1964.